# Општина Бетхаусен (Тимиш)
Бетхаусен (рум. Bethausen) општина је у Румунији у округу Тимиш.
Oпштина се налази на надморској висини од 120 m.